# Katxanovka
Katxanovka (en rus: Качановка) és un poble de l'óblast de Kursk, a Rússia, que en el cens del 2010 tenia 13 habitants. Pertany al districte de Kastórnoie.